# 坂咲友理
坂 咲友理（さか さゆり、1989年9月26日 - ）は、奈良県出身のボートレーサーである。登録番号4534。大阪支部所属。師匠は丸岡正典（登録番号4042）。

## 来歴
- 華頂女子高等学校3年の時、やまと競艇学校に6回目で合格。リーグ戦勝率4.42（準優出3　優出0）の成績を残した。
- 2008年11月4日、地元住之江競艇場で開催された「サンケイスポーツ旗争奪第37回飛龍賞競走」1Rでデビュー（6着）。[1]
- 2010年5月19日、鳴門競艇場での女子リーグ第3戦5日目2Rでフライング艇が2艇出る「恵まれ」ながら、デビューから181走目で初勝利を挙げた[2]。水神祭は五反田忍、鎌倉涼ら大阪支部4選手が参加して行われた[3]。
- 2013年4月29日、鳴門競艇場の男女W優勝戦 第43回デイリースポーツ杯競争にて初の優勝戦進出。6号艇6コースから、結果は6着。

## エピソード
同期に北山康介、黒井達矢、深谷知博らがいる。